# Festival du film de Cabourg 2019
Le Festival du film de Cabourg 2019, 33e édition du festival, se déroule du 12 au 16 juin 2019.

## Déroulement et faits marquants
Le 15 juin 2019, le palmarès est annoncé : c'est le film argentin Tarde para morir joven de Dominga Sotomayor qui remporte le Swann d'Or. Le Prix du meilleur film est remporté par Mon inconnue de Hugo Gélin, le prix du meilleur premier film à Tout ce qu'il me reste de la révolution de Judith Davis et à L'Amour flou de Romane Bohringer et Philippe Rebbot. Le prix du public est remis à Yesterday de Danny Boyle.

## Jury

### Longs-métrages
- Sandrine Bonnaire (présidente du jury) : actrice
- Naidra Ayadi : actrice et réalisatrice
- Eric Demarsan : compositeur
- Lætitia Dosch : actrice
- Lou de Laâge : actrice
- Oury Milshtein : producteur et acteur
- Vincent Perez : acteur, réalisateur et scénariste
- Alice Pol : actrice
- Danièle Thompson : scénariste, réalisatrice et écrivain

### Courts-métrages
- Rebecca Zlotowski (présidente du jury) : actrice
- Noée Abita : actrice
- Santiago Amigorena : réalisateur, scénariste, producteur
- Shaïn Boumedine : acteur
- Rahmatou Keïta : journaliste et réalisatrice
- Jules Benchetrit : acteur
- Lola Le Lann : actrice et autrice-compositrice-interprète

## Sélection

### Sélection officielle - en compétition longs métrages
- Vif-Argent de Stéphane Batut  France
- Tarde para morir joven de Dominga Sotomayor  Argentine
- Only You de Harry Wootliff  Royaume-Uni
- Manta Ray de Phuttiphong Aroonpheng  Thaïlande
- Luciernagas de Bani Khoshnoudi  Mexique
- Aurora de Miia Tervo  Finlande
- Benjamin de Simon Amstell  Royaume-Uni

### Sélection Panorama - prix du public
- Yves de  Benoît Forgeard  France
- Yesterday de Danny Boyle  Royaume-Uni
- Vita and Virginia de Chanya Button  Royaume-Uni
- Ricordi? de Valerio Mieli  Italie
- Teheran: city of love de Ali Jaberansari  Iran
- Sun de Jonathan Desoindre en collaboration avec Ella Kowalska  France
- So Long, My Son de Wang Xiaoshuai  Chine
- Romantic comedy de Elizabeth Sankey  Royaume-Uni
- Pour vivre heureux de Salima Sarah Glamine et Dimitri Linder  Belgique  Luxembourg
- Rêves de jeunesse de Alain Raoust  France
- Perdrix de Erwan Le Duc  France
- Matthias et Maxime de Xavier Dolan  Canada
- La Femme de mon frère de Monia Chokri  Canada
- Les Hirondelles de Kaboul de Zabou Breitman et Éléa Gobbé-Mévellec  France
- J'ai perdu mon corps de Jérémy Clapin  France
- L'Homme qui venait de la mer de Kōji Fukada  Japon
- Je promets d'être sage de Ronan Le Page  France
- Chambre 212 de Christophe Honoré  France

### Par amour de la musique
- The Song of the Tree de  Aibek Daiyrbekov  Kirghizistan  Russie
- On l'appelait Roda de Charlotte Silvera  France
- Laissez-moi aimer de Stéphanie Pillonca  France
- Haut les filles de François Armanet  France
- Yves de Benoît Forgeard  France
- Yesterday de Danny Boyle  France
- Chambre 212 de Christophe Honoré  France

### Jeunesse
- Tito et les oiseaux de Gustavo Steinberg, Gabriel Bitar et André Catoto  Brésil
- Amir et Mina : les aventures du tapis volant de Karsten Kiilerich  Danemark
- Le Fantôme de Canterville de Yann Samuell  France

### Catleya
- Curiosa de Lou Jeunet  France

### Ciné Swann
- Tout ce qu'il me reste de la révolution de Judith Davis  France
- Synonymes de Nadav Lapid  France  Israël
- Mon inconnue de Hugo Gélin  France
- Mademoiselle de Joncquières de Emmanuel Mouret  France
- Le monde est à toi de Romain Gavras  France
- L'Amour flou de Romane Bohringer et Philippe Rebbot  France
- Doubles Vies de Olivier Assayas  France
- Celle que vous croyez de Safy Nebbou  France
- C'est ça l'amour de Claire Burger  France

### Séance spéciale
- Portrait de la jeune fille en feu de Céline Sciamma  France

### Film de clôture
- La Belle Époque de Nicolas Bedos  France

## Palmarès
- Swann d'Or : Tarde para morir joven de Dominga Sotomayor
- Meilleur film : Mon inconnue de Hugo Gélin
- Meilleure réalisation : Claire Burger  pour C'est ça l'amour
- Meilleure actrice : Juliette Binoche pour son rôle dans Celle que vous croyez
- Meilleur acteur : Bouli Lanners pour son rôle dans C'est ça l'amour
- Meilleur premier film (ex æquo) : Tout ce qu'il me reste de la révolution de Judith Davis et L'Amour flou de Romane Bohringer et Philippe Rebbot
- Prix Gonzague Saint Bris du meilleur scénario adapté d'une œuvre littéraire : Mademoiselle de Joncquières de Emmanuel Mouret
- Révélation féminine : Nora Hamzawi pour son rôle dans Doubles Vies
- Révélation masculine : Karim Leklou pour son rôle dans Le monde est à toi
- Prix de la jeunesse : Aurora de Miia Tervo
- Prix du public : Yesterday de Danny Boyle
- Meilleure actrice dans un court-métrage : Zoé Héran pour son rôle dans Max
- Meilleur acteur dans un court-métrage : Paul Nouhet dans Les Méduses de Gouville